# Sicarius levii
Sicarius levii – gatunek pająka z rodziny Sicariidae.
Gatunek ten opisany został w 2017 roku przez Ivana Magalhaesa, Antonio Brescovita i Adalberto Santosa. Holotyp odłowił w 2014 roku, w argentyńskim El Cuy, drugi z autorów. Epitet gatunkowy nadano na cześć arachnologa Herberta W. Leviego. Osobniki tego gatunku były wcześniej błędnie przypisywane do Thomisoides terrosus i potem Sicarius terrosus, które to nazwy obecnie są synonimami Sicarius thomisoides.
Samce (n=6) osiągają od 7,83 do 9,6 mm długości karapaksu, a opistosoma (odwłok) u holotypu ma 7,98 mm długości i 6,18 mm szerokości. U samic (n=5) karapaks osiąga od 8,8 do 10,5 mm długości, a opistosoma allotypu ma 12,9 mm długości i 12 mm szerokości. Ubarwienie karapaksu i szczękoczułków jest rudobrązowe. Rejon głowowy karapaksu jest nieco szerszy niż u S. rupestris i S. mapuche. Szczecinki makroskopowe (makrochety) tworzą na brzegu karapaksu pojedynczy rządek. Warga dolna i endyty są u samca rudobrązowe, a u samicy jasnobrązowe. Sternum jest pomarańczowe u samca, a jasnobrązowe u samicy. Odnóża samca mają kolor brązowawopomarańczowy, zaś samicy jasnobrązowy. Samiec ma udo zaopatrzone w pięć cierni i pozbawione czarnych szczecin w części przednio-bocznej. Opistosoma samców jest jasnobrązowa, zaś samic brązowawożółta. Nogogłaszczki samca charakteryzuje prosty bulbus o wyraźnej nasadzie, krótki embolus oraz obecność kępki szczecinek na spodniej powierzchni uda. Dorosłą samicę wyróżnia zbiornik nasienny o ośmiu bardzo krótkich, od strony grzbietowej ledwo widocznych odgałęzieniach. Odgałęzienia brzuszne zbiornika nasiennego występują w postaci pojedynczej, prostej pary. U niedorosłych samic odgałęzienia zbiornika nie są jeszcze wykształcone, a w ich miejscu obecne są trójkątne wyrostki.
Pająk ten zasiedla suche, zakrzewione obszary, takie jak busz, gdzie spotykany jest na podłożu piaszczystym i pod kamieniami.
Gatunek neotropikalny, znany z chilijskiego regionu Valparaíso oraz argentyńskich prowincji: Buenos Aires, Catamarca, Córdoba, La Rioja, Mendoza, Neuquén, Río Negro, Salta, San Luis, Santiago del Estero i Tucumán.